# Georges Mareschal
Charles Georges Mareschal de Bièvres (8. dubna 1658, Calais – 13. prosince 1736, zámek Bièvres) byl francouzský chirurg, po dlouhou dobu byl i prvním chirurgem Ludvíka XIV. a jeho důvěrníkem.

## Mládí
Byl synem Jiřího (George) Marshalla (zemřel 1671), Ira, který emigroval do Francie, důstojníka pěchoty v armádě Ludvíka XIII., který byl zraněn v bitvě u Rocroi (1643), a po které mu amputovali pravou ruku. Dále žil v příbytku pro vysloužilé vojáky v Gravelines, později odešel do Calais, kde zemřel chudý.
Mareschala, sirotka bez otce, se ve třinácti letech ujal jeho učitel Paul Knopf, holič z Gravelines, který ho zaměstnal jako asistenta. Georges odešel v roce 1677 do Paříže a nalezl si tam práci jako asistent chirurga ze Saint-Côme. Velmi rychle objevuje své schopnosti a dále pracuje jako ranhojič. Kolem roku 1680 se naučil anatomii, když dobrovolně pracoval v Hôpital de la Charité, jedné z nejvýznamnějších nemocnic v Paříži. V roce 1684 oficiálně nastoupil do Charité, kde se v roce 1688 stal hlavním chirurgem, poté v letech 1692 až 1703 dokonce vedoucím hlavním chirurgem. Rychle si získal vynikající pověst.

## První králův chirurg
8. září 1696 byl vyzván, aby se odborně vyjádřil k onemocnění krále Ludvíka XIV., který měl kvůli karbunklu (kožní variantě antraxu) velký absces na krku. V roce 1698 operoval vévodovi z Villeroy kýlu.
Georges Mareschal byl dne 14. června 1703 jmenován na post prvního chirurga krále Ludvíka XIV., kde nastoupil po slavném předchůdci Charlese-Françoise Félixe de Tassy. Královým prvním chirurgem zůstal i po smrti Ludvíka XIV., kdy se jeho zaměstnavatelem stal nový král Ludvík XV., který s ním měl rovněž přátelský vztah a měl k němu i úctu. Přestože v roce 1719 rezignoval na svůj post ve prospěch svého nejstaršího syna, zůstal v blízkosti mladého panovníka až do roku 1730.
Byl nezbytným členem králova doprovodu, kterého všude doprovázel. Byl v dobrém vztahu s prvními královými lékaři a kromě osob krále a královské rodiny léčil i ostatní dvořany či jiné důležité osoby, např. Racina. Byl také žádán o odborné zahraniční konzultace.
V roce 1704 operoval vévodu de Saint-Simon, se kterým se spřátelil. Saint-Simon popisoval Mareschala „především z pohledu jeho reputace a schopností (...) měl sice velmi málo důvtipu, ale jinak měl zdravý rozum, dobře znal své pacienty, byl plný cti, poctivosti, a měl averzi k opačným negativním vlastnostem; byl čestný, upřímný a pravdivý, a neváhal se svobodně projevit, vskutku dobrý muž a silný muž, schopný sloužit, a to spravedlivě a přátelsky, když byl zasvěcen v nějaké věci, tak se snažil u krále věci pomoci“.
Georges Mareschal byl jmenován královým komorníkem (Maître d'hôtel du roi) v dubnu 1706 a v prosinci 1707 mu král udělil šlechtický titul.
V září 1709 operoval maršála de Villars, zraněného do kolena v bitvě u Malplaquet a zachránil ho před amputací vytažením kulky a poleptáním rány. V listopadu 1710, pak ošetřoval Filipa II., vévodu de Orléans po pádu z koně. V listopadu 1711 odstranil Ludvíkovi Alexandrovi de Bourbon, hraběti de Toulouse „velký, špičatý kámen“, přičemž jako odměnu dostal deset tisíc ecu, které nechtěl přijmout.
V srpnu 1715 se podílel na ošetřování krále Ludvíka XIV., který trpěl gangrénou. Pokusil se krále operovat, ale král dne 1. září 1715 zemřel. Po smrti Ludvíka XIV. provedl Mareschal pitvu králova těla a provedl jeho nabalzamování.
V roce 1731 založil s Françoisem Gigotem de Lapeyronie Královskou akademii chirurgie. Podílel se na vylepšení postupu odstraňování (močových) kamenů chirurgickou cestou (lithotomie). Močové kameny dokonce chirurgickou cestou odstraňoval svému kolegovi Guy-Crescent Fagonovi, hlavnímu královskému lékaři.

## Tituly a vyznamenání
Byl vyznamenán královským řádem svatého Michaela v roce 1723 poté, co vyléčil španělskou infantku Marianu Viktorii.
Jeho další tituly byly: pán z Bièvres-le-Châtel (pozemek získaný v roce 1712), pán z Vélizy, atd, rytíř Řádu Saint-Michel (1723), královský chirurg, člen Královské chirurgické akademie, rytíř Řádu svatého Ludvíka.